# 能源轉型

雖然全球在再生能源的使用量在增加中，但目前化石燃料（例如煤炭、石油和天然氣）仍是主要的發電能源。

能源轉型（英語：Energy transition，也稱為能源體系轉型），指的是能源體系中的供給和消費發生的重大結構性變化。目前全球為限制氣候變化，正轉向使用永續能源。由於許多永續能源都是再生能源，因此也稱為再生能源轉型 （英語：renewable energy transition）。目前的轉型的目的在能快速、可持續地減少使用能源時產生溫室氣體排放，主要是透過逐步減少使用化石燃料，並盡可能多用低碳電力。先前的能源轉型發生在1760年開始的第一次工業革命出现蒸汽机后，所用能源從燃燒木材（柴火和木炭）和其它生物質（比如油脂和干粪）轉換為燃燒煤碳，接著在19世纪末的第二次工业革命出现内燃机后改为燃燒石油和天然氣。
目前世界上四分之三以上的能源是透過燃燒化石燃料而來，但會因此排放溫室氣體。能源生產和消耗是導致當前大部分人為溫室氣體排放的原因。為實現2015年《巴黎協議》中設定的目標，全球必須盡快減少溫室氣體排放，並在本世紀中葉實現淨零排放。自2010年代末以來，由於太陽能和風能發電成本迅速下降，得以推動再生能源轉型。能源轉型的另一目標是減少此產業對健康和環境的負面影響（參見能源產業對環境的影響）。這類影響不僅涉及氣候變化，還涉及毒性排放物、資源利用、空氣污染造成的健康問題等。:49
目前為建築物進行暖通空調已朝電氣化的方向前進，熱泵是迄今為止最有效的技術。為提高電網的靈活性，安裝儲能和架設超級電網對於利用間歇性、依賴天氣的技術尤其重要。然而各國施行的化石燃料補貼會將能源轉型的步調減緩。

## 定義
能源轉型是用一類能源取代另一類，其中所需技術和行為發生廣泛的轉變。:202–203典型的例子是從依賴傳統生物質、風力、水力和人力等能源的前工業化系統，轉變為普遍機械化、使用蒸汽動力和燃煤為特徵的工業系統。
聯合國政府間氣候變化專門委員會（IPCC）並未在其第六次評估報告中為能源轉型定義，所定義的是"轉型"："在給定時間內從一種狀態或狀況轉變為另一種狀態或狀況的過程。轉型可發生在個人、公司、城市、地區和國家，可以是漸進式變化，也可以是轉型性的變化。

## 名詞演化
在第一次石油危機（1973年）過後，政界人士和媒體創造出"能源轉型"這個名詞。美國時任總統吉米·卡特在1977年的國家能源演說中將此概念推廣，呼籲"回顧歷史以了解我們的能源問題。人類在過去的幾百年裡使用能源的方式發生過兩次轉變...因為我們現在使用的天然氣和石油即將耗盡，我們必須迅速為第三次變革做好準備 - 即嚴格節約能源、重新使用煤碳以及太陽能等永久性的再生能源。"這個名詞後來在1979年第二次石油危機發生後，於1981年聯合國新的和再生能源會議期間成為全球一致採用的說法。
自1990年代起，關於能源轉型的爭論越來越多將氣候變化緩解的作用列入。巴黎協定的締約方承諾"將全球升溫限制在與工業化前水準相比，遠低於2°C，最好是1.5°C的程度。 "[而要達到目的，必須快速進行能源轉型，降低化石燃料生產以維持在碳預算的規範內。

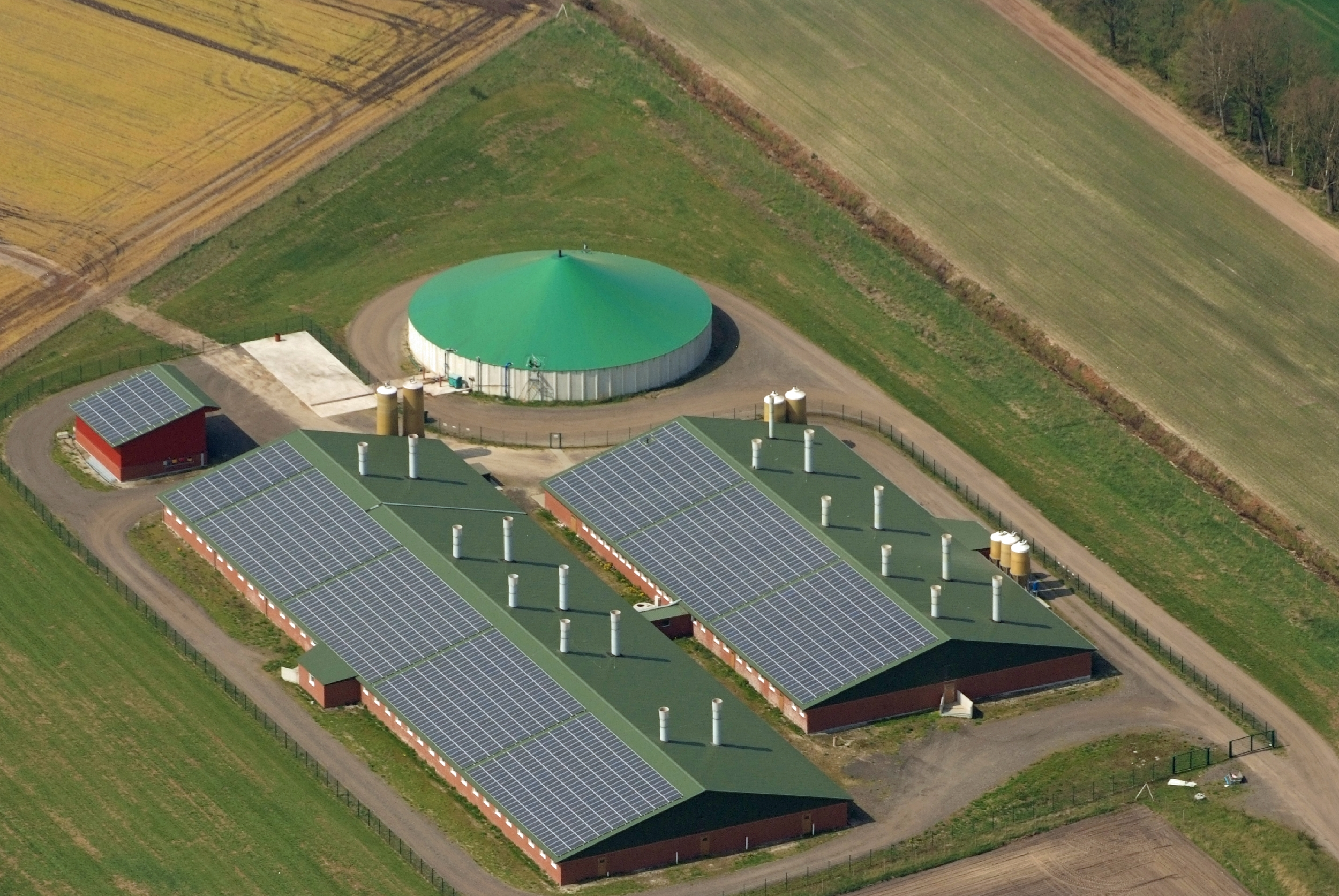
利用再生能源進行分散式發電一例：擁有生物燃氣發電設施和屋頂架設太陽能光電面板的農業單位。

在此背景下，能源轉型包含能源政策的重新定位。隱含的是從集中式發電轉向分散式發電模式。還包括嘗試透過節能措施和提高效率來取代生產過剩和可避免的能源消費。
在人類使用能源的歷史中，從當地供應的木材、水力和風力，到全球供應的化石燃料和核燃料，由於工程研究、教育和標準化迅速擴展，最終導致能源需求增長。整體系統轉型的機制跨越所有工程領域的新興學科"轉型工程 "，將為工程師、企業家、研究人員和教育工作者提供必要的知識和技能，協助他們應對能源轉型等大規模系統性變革。

## 過往能源轉型案例

過去幾個世紀中，能源使用方式從燃燒木材改而燃燒化石燃料（煤、石油、天然氣），近幾十年來又轉向使用核能、水力和其他可再生能源。

研究過往能源轉型的方法有兩個主要論述。其中之一認為人類在過去經歷過幾次能源轉型，而另一觀點則認為"能源補充"更能反映過去三個世紀中全球能源供應的變化。
按時間順序排列的第一個論述由捷克裔加拿大教授瓦茨拉夫·斯米爾提出廣泛描述。強調各國能源結構和全球的經濟變化，透過查看特定背景下使用的主要能源百分比數據，一幅世界能源系統的圖景顯示隨時間而發生巨大變化，從使用生物質到煤碳，再到石油，現在主要是煤碳加上石油和天然氣的組合。在1950年代以前，能源系統背後的經濟機制都是地方性，而非全球性。
科學、技術與環境歷史學家讓-巴蒂斯特·弗雷索 (Jean-Baptiste Fressoz) 對第二個論述提出廣泛的描述。強調"能源轉型"首先由政治家而非歷史學家採用，用於描述未來要實現的目標，而非用以分析過去趨勢的做法。從人類使用的總能源數量來看，可用的能源消耗量都在增加。例如19世紀煤碳使用量增加卻沒完全取代木材的消耗，而實際上是燒了更多的木材。另一例是20世紀乘用車的出現。這種演變引發石油消耗（用於驅動汽車）和煤碳消耗（用於製造汽車所需的鋼材）增加。換句話說，此表示人類史上從未進行過一次能源轉換，而是進行多次能源補充。
當代能源轉型在動機和目標、驅動因素和治理方面存在差異。在發展進程中，不同的國家能源系統變得越來越緊密整合，最終形成我們今天所見的龐大國際能源系統。能源系統的歷史變遷已得到廣泛研究。過去的能源轉型通常花費很長的時間，動輒以數十年計，但並不一定適於分析當前的能源轉型。當前的能源轉型在截然不同的政策和技術條件下發生。
當前的能源系統可從歷史中汲取許多教訓。 早期工業過程對大量木柴的需求，加上陸路運輸成本高昂，讓木材成為稀有資源，而十八世紀的玻璃工廠的運作就像個"專注於森林砍伐的企業"。當英國的木材基本上受耗盡後，不得不以煤碳替代，由此引發的燃料危機帶出一系列事件，並在兩個世紀後引導工業革命發生。同樣的，增加泥炭和煤碳使用是導致荷蘭黃金時代（大致跨越整個17世紀）發生的重要因素。資源枯竭而引發技術創新及轉向新能源的另一例是19世紀的捕鯨業，鯨油最終被煤油和其他石油衍生物取代。為加速目前的能源轉型，政府也可對煤礦產區進行收購或是紓困。

## 當前驅動轉型的因素

### 健康
於2023年發表的一項研究報告，估計截至2019年，化石燃料每年導致心臟病、中風和慢性阻塞性肺病等疾病，全球因此有超過500萬人過早死亡。迄今為止，懸浮微粒空氣污染造成的死亡人數最多，其次是對流層臭氧。

### 氣候變化緩解與共同效益
為減輕氣候變化的影響，需要迅速轉向使用極低碳或零碳能源。:66:11目前依賴燃燒煤碳、石油及天然氣取得能源，所排放的二氧化碳佔全球此類排放量的89%，:20此類能源佔全球一次能源消耗量的78%。:12
雖然人類自1980年代以來就開始知曉氣候變化的風險，而控制全球升溫在1.5°C以內的碳預算正變得難以企及，全球再生能源的部署仍無法跟上不斷增長的能源需求。煤碳、石油和天然氣的價格變得更為便宜。風能和太陽能僅在提供特殊關稅和補貼的國家才能獲得相當大的佔有率，且僅發生在發電部門。
佈署再生能源還包含有氣候變化緩解的共同效益：對就業、工業發展、健康和取得能源產生積極的社會經濟影響。以再生能源發電取代燃煤發電廠，每百萬瓦平均發電容量為單位計算所能創造的就業人數可增加一倍以上，依不同國家和部署情景而定。能源轉型可創造許多綠色就業的機會，（例如在非洲）。人們發現對於美國的煤碳產業和加拿大的油砂產業，重新訓練其從業者進入再生能源產業的成本微不足道。後者只需將一整年聯邦、省和地區對石油和天然氣的補貼金的2-6%轉移，就足以讓從業者獲得薪資水平相近的新職位。在缺乏電力的農村地區，部署微型太陽能電網可將電力供應顯著改善。
綠色轉型帶來的就業機會與再生能源使用，或是基礎設施改善與翻新的活動有關聯。

### 能源轉型可驅動經濟發展
對於許多開發中經濟體（例如撒哈拉以南非洲礦產資源豐富的國家）而言，向再生能源轉型預計將成為永續經濟發展的驅動力。國際能源署 (IEA) 已確定有37種礦物對清潔能源技術非常重要，估計到2050年全球對這些礦物的需求將增加235%。非洲擁有大量所謂的"綠色礦物"儲量，例如鋁礬土、鈷、銅、鉻、錳和石墨。非洲聯盟已制定政策框架 -  "非洲礦業願景 "，目的在利用非洲大陸的礦產儲量，追求永續發展和社會經濟轉型。實現這些目標需要把礦產資源豐富的非洲經濟體從商品出口導向轉成為高附加價值產品製造導向。

### 再生能源競爭力
風能與太陽能發電的競爭力於2010年至2019年期間大幅提升。太陽能的發電單位成本已下降達到5%，風能的下降55%，鋰離子電池的下降85%。:11陸上風能或太陽能發電加上數小時的儲能裝置組合的平均成本已經低於天然氣尖峰負載發電廠。於2021年，全球再生能源新增發電量於全部新增裝置容量中的佔比已超過80%。

### 能源安全
另一重要的驅動因素是能源安全和能源獨立，由於2022年俄羅斯入侵烏克蘭，能源安全和獨立在歐洲和台灣的重要性日益增加。
煉油廠和火力發電廠等集中式設施可能會因空襲而癱瘓，太陽能發電設施也可能會受到攻擊，但太陽能和風能等分散式發電設施具有較小的脆弱性。太陽能發電設施和電池可減少配置燃料車隊的風險。然而大型水力發電廠卻很脆弱。有人說核電廠不太可能成為軍事目標，但另有人的結論是戰區的民用核電廠可被敵對勢力予以武器化和利用，不僅是為阻礙能源供應（從而摧毀當地的公眾士氣）也以人為核災的前景來勒索和脅迫受攻擊國家及其國際盟友的政策制定者。

### 短期解決方案
教宗方濟各在其2015年通諭《願祢受讚頌》中承認，考慮到全球需要取得更大進展才能確定可行的長期解決方案，尋找短期解決方案並暫時轉向"危害較小"的替代方案是個道德上合理的選擇，並且"國際社會仍未就如何支付…能源轉型成本的責任達成一致的看法"。

## 關鍵技術與方法
將全球升溫控制在2°C以下所需的減排需要將整個系統內轉變能源的生產、分配、儲存和消費。對一個社會而言，要用一種能源取代另一種，必須將能源系統中的多種技術和行為改變。:202–203
許多氣候變化緩解途徑所設想的三個主要低碳能源面向為：
- 使用低排放能源發電
- 電氣化 - 即增加電力使用，而非直接燃燒化石燃料
- 加速採用改善能源效率的措施[78]:7.11.3

### 再生能源
低碳能源轉型中最重要的能源是風能和太陽能兩種。它們每年可減少40億噸二氧化碳當量的淨排放量，其中一半的淨生命週期成本低於參考值。:38其他再生能源還包括生物質能、地熱能和潮汐能，但目前這些的淨生命週期成本較高。:38
迄2022年，水力發電是世界上最大的再生電力來源，佔2019年全球總電力產量的16%。然而水力發電嚴重依賴地理位置，以及此類電廠對環境和社會的影響普遍較高，因此成長潛力有限。風能和太陽能被認為更具可擴展性，但仍需使用大量土地和材料。由於兩者成本迅速下降，於近幾十年幾乎呈指數級增長。風力發電於2019年佔全球生產電力的5.3%，太陽能發電的佔比為2.6%。
大多數水力發電廠的發電量均可控制，而風能和太陽能的發電則由天氣決定。輸電電網必須擴展和調整以避免電力遭到浪費。築壩水力發電是可調度的能源，而太陽能和風能是間歇性再生能源。此類能源需要可調度的備用發電或儲能技術來提供持續且可靠的電力。因此儲能技術在再生能源轉型中也具有關鍵作用。截至2020年，規模最大的儲能技術是抽水蓄能發電，佔全球已安裝儲能容量的絕大多數。其他重要的儲能形式是電池和電轉氣技術。
IEA發佈的《電網和安全能源轉型（Electricity Grids and Secure Energy Transitions）》報告中強調到2030年，有必要將每年電網投資從3,000億美元增加到6,000億美元以上，以將再生能源整合。到2040年，電網必須延伸超過8,000萬公里才能將再生能源完全納入管理，預計再生能源所生產的電力將佔未來二十年全球新增電力容量的80%以上。如果未能及時加強電網基礎設施，到2050年可能會導致二氧化碳排放量增加58億噸，全球升溫可能會變為2°C。

#### 整合間歇式再生能源
將再生能源併入電網後，由於當地電力生產有間歇性的問題，因此有建議"最終需要將不同部門、能源儲存、智慧電網、能源需求管理、可持續生物燃料、水電解和衍生產品加以整合。:28"透過超級電網將散佈四處的風能和太陽能發電設施連結，將局部天氣條件變化造成的影響降低。
在價格波動劇烈的情况下，電力儲存和電網擴建可讓此種電力價格更具競爭力。研究人員發現"到2030年，將再生能源發電融入電力系統的成本預計將更為便宜" :39 。此外"想在整個供電系統中完全使用可再生能源將更具挑戰性"。:28
隨著風能和太陽能的高度整合，電力波動問題可透過備載容量解決。大型儲能電池可以在幾秒鐘內做出反應，並且有越來越多利用此種設施來維持電網的穩定。

#### 100%再生能源
本節摘自100%再生能源。
100%再生能源指的是所有能源都來自再生資源。由於氣候變化、污染和其他環境問題，以及經濟和能源安全問題，導致有將電力、供暖、空氣調節和交通採用100%再生能源的構想。將全球一次能源供應轉向再生能源，需要能源系統轉型，因為當今大部分的能源都來自不可再生的化石燃料。
針對這主題的研究均相當新，在2009年之前發表的研究報告很少，但近年來已受到越來越多的關注。大多數研究報告均表示表全球所有部門（電力、供暖、運輸和工業）向100%再生能源轉型，不但可行且具有經濟效益。全方位、整體性的方法被視為實現100%再生能源系統的重要手段，其核心假設為"唯有聚焦能源系統中電力、供暖、運輸或工業等部門的協同效應才能找到最佳解方"
廣泛實施大規模再生能源和低碳能源策略的主要障礙被認為主要是在社會和政治層面之上，而非在於技術或經濟面上。主要障礙是氣候變遷否定論、化石燃料業者遊說、政治上不作為、不可持續的能源消耗、過時的能源基礎設施和經費不足。

### 核能發電

1950年代以來核能發電裝機容量的投運與退役時間軸。

在1970年代和1980年代，核能發電在一些國家佔有相當大的比例。目前在法國和斯洛伐克，一半以上的電力仍由核能產生。它是一種低碳能源，但伴隨有風險和不斷增加的成本。核能發電部署速度自1990年代末開始已放緩。許多反應爐已接近其使用壽命期限，除役數量不斷增加。德國於2023年4月中旬已將最後三座核能發電廠除役。

## 經濟和地緣政治面

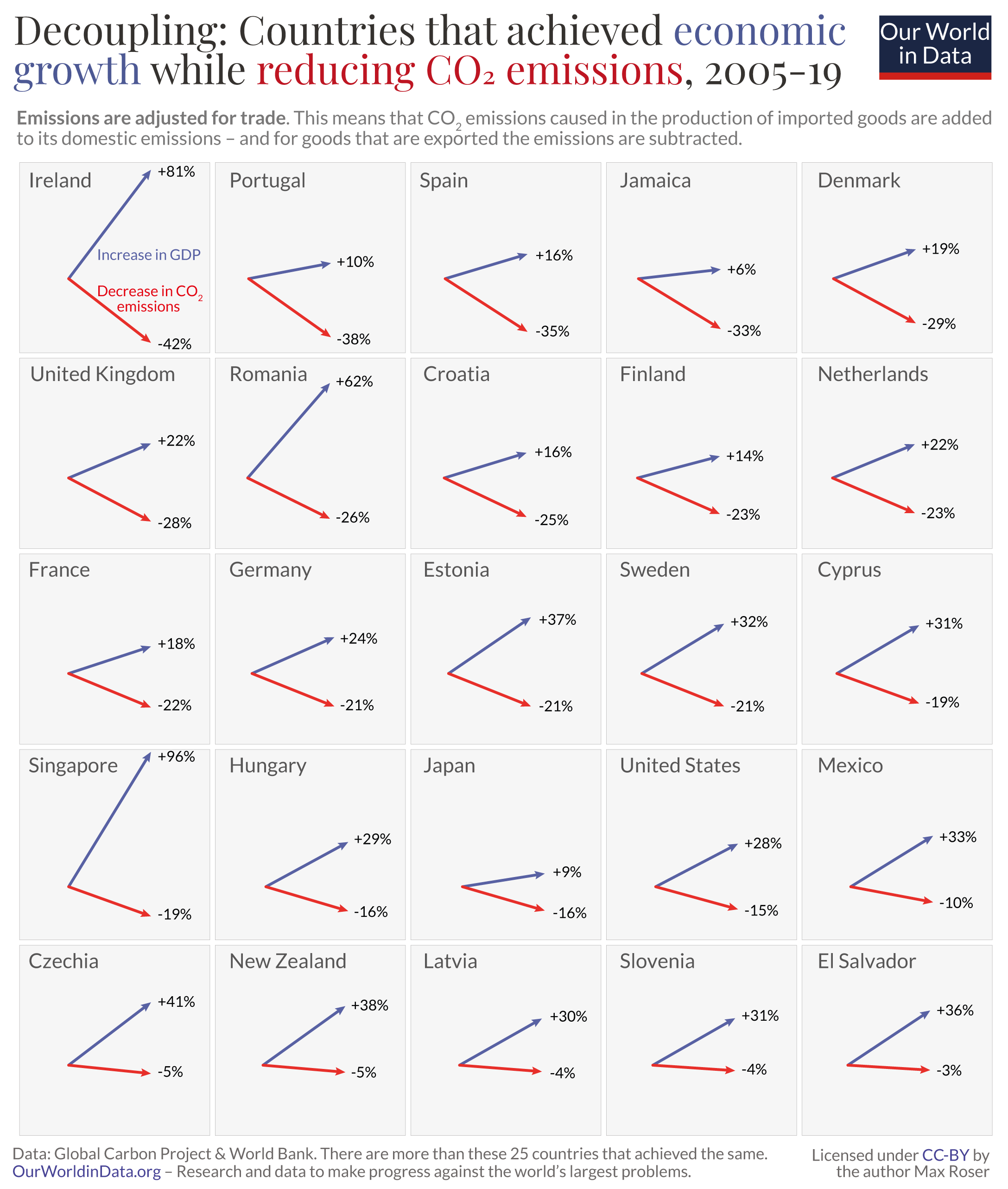
世界上既能降低溫室氣體排放，又能維持經濟成長的國家，這種現象稱為生態環境與經濟成長脫鉤。

能源轉型之後有可能將國家、利害關係人和公司之間和依存關係重新定義。擁有化石資源或再生資源的國家或土地所有者將面臨巨大的損失或是收益，具體取決於其能源轉型的進展。 於2021年，能源成本佔全球國內生產毛額（GDP）的13%。全球競爭成為促進低碳能源轉型的驅動力。一個國家開發出的技術創新有可能成為一種經濟力量。

### 影響

美國民主黨人（藍色）對社區內架設風能和太陽能發電設施的接受度較高，而共和黨人（紅色）對興建核能發電廠的接受度較高。

能源轉型的討論很大程度上會受到化石燃料產業的影響。縱然環境、社會和經濟問題日益嚴重，石油公司仍能繼續開展業務的一種做法是對地方和國家政府進行遊說。
史上化石燃料業者遊說在降低監管方面做得非常成功。在1988年到2005年期間，世界上最大的石油公司之一埃克森美孚花費近1,600萬美元，用於反氣候變化遊說，並向公眾提供有關氣候變化的誤導性資訊。化石燃料產業透過現有的銀行和投資結構取得重要支持，而引發由化石燃料產業撤資的社會運動。這種撤資是出於道德和財務原因，從石油、煤碳和天然氣公司的股票、債券或基金中撤出資金的行動。
銀行、投資公司、政府、大學、機構和企業在化石燃料產業的投資都面臨這種新的道德論點的挑戰，許多機構，例如洛克斐勒兄弟基金會、加州大學及紐約市等已開始轉向更永續、更環保的投資標的。
國際再生能源機構 (IRENA) 於2024年發表預測，認為全球到2050年有一半以上的能源將由電力提供，全球能源結構中的四分之三以上將來自再生能源。雖然化石燃料被生物質和綠氫取代，但預計仍有12%的佔比。這一轉變預計將可把須經長途運輸而來化石燃料的依賴降低，並增強區域能源市場的重要性來重塑地緣政治權力結構。.

## 社會和環境面相

### 影響
再生能源轉型可能會給一些依賴現有能源經濟或受到轉型所需礦物開採影響的人帶來負面影響，而引發公正轉型的呼籲，IPCC將公正轉型定義為"一套目的在確保没有民眾、工人、地方、產業、國家或地區在從高碳經濟轉型到低碳經濟的過程中被遺棄或忽視的過程和做法。
使用當地生產的能源可穩定和促進一些在地經濟，為社區、州（省）和地區之間的能源貿易創造機會，並提高能源安全。.
煤碳開採在某些地區具有重要的經濟影響力，當往再生能源轉型，其生存能力會因而降低，對依賴舊有業務的社區造成嚴重影響。這些社區不僅已面臨能源窮困，且當煤碳企業遷移到別處或完全消失時，當地的經濟還有崩潰的風險。這種情況讓貧窮和脆弱性長期存在，而降低這類社區的適應力。緩解措施包括擴大弱勢社區的扶持計畫，創立新的培訓計畫、經濟發展機會和提供補貼以協助轉型。
能源轉型而導致的能源價格上漲可能會對開發中國家如越南和印尼等產生負面影響。
為擴大再生能源基礎設施而將所需的鋰、鈷、鎳、銅和其他關鍵礦物的增加開採，為一些社區帶來更多的環境衝突和環境正義問題。

### 勞動力
全球勞動力中有很大部分直接或間接為化石燃料經濟所僱用。此外，目前仍有許多產業仍依賴不可持續的能源 (例如鋼鐵業或水泥/混凝土業)。在經濟快速變革時期要讓這些勞動力轉型，需要深思熟慮和規劃。國際勞工運動主張透過公正轉型來解決此類問題。
最近，歐洲國家因俄烏戰爭期間俄羅斯天然氣供應遭到切斷，這些國家向來對俄羅斯天然氣的依賴而陷入能源危機。這顯示人類仍嚴重依賴化石能源，應注意平穩轉型，降低因能源短缺而削弱有效轉型的工作。

## 風險和障礙
與全球再生能源轉型步伐相關的關鍵問題之一是各個電力公司如何能適應電力產業不斷變化的現實。例如迄今為止，電力公司採用再生能源的步調仍然緩慢，業界對化石燃料發電持續投資也成為轉型的絆腳石。
對使用清潔能源尚未制定有完整法規，和對電力短缺的擔憂已被認為是越南等依賴煤碳，同時又快速發展經濟體能源轉型的主要障礙。

## 按國家/地區舉例
在2000年至2012年之間，煤碳仍是全球總量成長最大的能源。石油和天然氣也有相當大的成長，其次是水力和再生能源。再生能源在此期間的成長速度比史上任何時期均快。而對核能的需求下降，部分原因是散播恐懼和媒體對一些核災難的不準確描述（1979年的三哩島核洩漏事故、1986年的車諾比核災和2011年的福島第一核電廠事故）。而最近煤碳的耗用數量相對於低碳能源有所下降。煤碳佔全球一次能源消耗總量的比例從2015年約29%下降至2017年的27%，而水力除外的再生能源佔比則從2%上升至約4%。

### 亞洲

#### 中國
中國是世界上最大的能源消費國（參見世界能源供應與消耗）和全球國內生產毛額（GDP）排名在前國家中工業耗用佔比最大的（參見各國GDP產業結構排名），自中華人民共和國於1949年建國以來，確保充足的能源供應以維持其經濟成長一直是該國政府的核心措施。中國自1960年代起開始工業化以來，目前已成為世界上最大的溫室氣體排放國，而中國的煤炭（包括消耗與開採）是導致全球氣候變化的主因之一。然而中國於2010年至2015年期間的單位GDP能耗已下降18%，單位GDP二氧化碳排放量已下降20%。以人均排放量計算，中國於2016年的數字是世界排名第51。中國於2020年的人均二氧化碳排放為7.76噸（日本為8.03噸，參見中華人民共和國），而在2022年的人均排放為8.85噸（參見各國人均二氧化碳排放量列表）。中華人民共和國能源政策與其產業政策有關聯，中國的能源需求管理是由其工業生產目標所決定。

#### 印度
印度在參與簽署巴黎協定時所設定的自身再生能源目標，預定將其總能源消耗的50%轉而使用再生能源。截至2022年，印度中央電力局利用太陽能、風能、水力發電和核能發電等清潔能源發電以達到160吉瓦（GW，十億瓦），佔其總發電容量的40%。根據安永會計師事務所提供的資料，於再生能源國家吸引力指數中，印度排名第三，僅次於美國和中國。
印度自1947年獨立開始，建立水力發電廠一直是該國能源設施的重點。印度前總理賈瓦哈拉爾·尼赫魯 稱這類電廠為"現代印度的神殿"，並相信它們是新興共和國達成現代化和工業化的重要驅動力量。水力發電廠的著名例子包括裝置容量2,400百萬瓦的泰瑞水力發電綜合體、1,960百萬瓦的科以納水力發電項目和1,670百萬瓦的斯利賽藍水壩。最近印度對太陽能發電廠和風能發電廠等再生能源技術給予應有的重視。該國擁有世界排名前5名太陽能發電廠中的3個，包括世界上最大的2,255百萬瓦裝置容量的巴德拉太陽能發電園區，世界第二大，2,000百萬瓦裝置容量的帕瓦加達太陽能發電園區和1,000百萬瓦裝置容量的庫諾爾超大型太陽能發電園區。
雖然印度有此正面的轉型趨勢，但其燃煤發電廠造成的空氣污染仍然導致許多人死亡，印度必須減少對傳統燃煤發電的依賴（仍佔其電力生產的50%左右）。印度也朝汽車產電氣化的目標邁進，目標是到2030年把私家車中電動車的佔比至少達到30%。

#### 越南
在東南亞，越南在太陽能和風能的開發方面居領先地位，從2017年的佔比幾乎為零，到2022年已有約20吉瓦的裝置容量。東南亞的能源轉型可以概括為 - 具挑戰性、可實現及須相互依存，表示雖然存在障礙，但如有國際支持，很大程度仍有機會達成。
越南當地民眾對改善環境品質的要求日益升高，以及政府設定及推動綠色經濟的目標，都被認為是該國推動能源轉型的關鍵動力。開發中國家如越南，能源轉型的驅動力被認為是政府吸引國際社會對綠色成長倡議的支持，以及民眾對於潔淨環境的殷切期盼。由於越南有相對有利的投資環境，可望比一些別的東南亞國家協會（ASEAN）成員國能更快實現能源轉型。

### 歐洲

#### 歐盟
《歐洲綠色協議》是歐盟執行委員會提出的一系列政策倡議，總體目標是在2050年讓歐洲達成淨零排放的目標。另有一影響評估計劃將歐盟2030年溫室氣體減量目標提高到至少50%，甚至是55%（與1990年的水平相比）。協議的目的為審查每項現有法律的氣候優點，並引入有關循環經濟、建築翻新、生物多樣性、農業和創新。
歐盟執行委員會主席烏蘇拉·馮德萊恩表示歐洲綠色協議將成為歐洲的"登月時刻"，因為該計劃將讓歐洲成為第一個氣候中和的大陸。
一項調查發現數位化先進的公司在節能策略上會投入更多資金。在歐盟，59%對基礎技術和先進技術進行投資的公司也對能源效率措施進行投資，而美國同類公司中的比例僅為50%。整體而言，企業的數位形象與其在能源效率方面的投資存在巨大差異。

#### 德國

德國於1990年至2020年期間發電所用的能源組合。

德國在從化石燃料和核能發電向再生能源的轉型中扮演著舉足輕重的角色。德國的能源轉型被稱為"die Energiewende"（字面意思是"能源轉向"），表明從舊燃料和技術轉向新的。德國政府於2010年9月（日本福島核災發生前約六個月）發佈概述能源轉型的關鍵政策文件， 並同時完成立法。
政策得到德國聯邦政府的支持，並導致該國在再生能源，特別是風能發電的大規模擴張。德國的再生能源在總能源中的佔比從1999年的5%左右增加到2010年的17%，接近經合組織（OECD）18%的平均值。迄2022年，佔比為46.2%，已超過經合組織的平均值。再生能源佔比增加的一個重要因素是資本成本的降低。德國在太陽能和陸上風能發電資本成本是全球最低的國家之一。 國際再生能源機構報告稱，當前調查所得的再生能源發電平均資本成本為1.1% - 12%，而德國陸上太陽能和風能的資本成本分別約為1.1%和2.4%。這與2000年代初期的數字相比有顯著下降，當時資本成本分別徘徊在5.1%和4.5%左右。這種成本下降受到多種經濟和政治因素的影響。德國政府於2007年—2008年環球金融危機之後透過提供低利貸款以將銀行的再融資監管鬆綁，刺激經濟成長。
在此段期間，再生能源產業由於投資和訂單量增加，也開始在製造、專案組織和融資方面出現學習效應。再加上各種形式的補貼，大幅降低太陽能和陸上風能發電的資本成本和均化電力成本（LCOE）。當這些技術成熟並融入社會技術系統，預計在未來，經驗效應和一般利率成本將成為這些技術競爭力的關鍵決定因素。
發電業者獲得20年固定上網電價保證，保證其收入。地方性的能源合作組織也成立，將控制權與利潤分散。大型能源公司在再生能源市場的市佔率極小。核能電廠已遭關閉，剩餘的9個核能發電廠在2022年提前關閉。
由於對核能發電依賴降低，而導致對化石燃料發電依賴增加。阻礙再生能源有效利用的因素之一是缺乏電力基礎設施投資以將電力推向市場，據信必須修建或升級8,300公里的電網才能將情況改善。
德國不同的邦對新的輸電網路建設持不同的態度。由於工業部門的電價遭到凍結，能源轉型的新增加成本被轉嫁給消費者，導致電費上漲。德國於2013年的電價在歐洲名列前茅。但家庭用戶的電費在2015年年初有所下降。

#### 瑞士

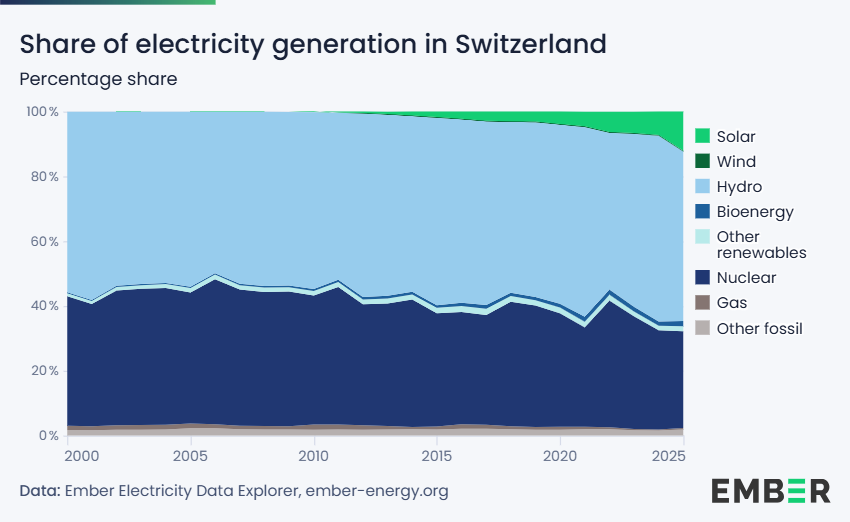
瑞士發電所用的不同能源（百分比）。

瑞士的水力發電（佔比59.6%）和核能發電（佔比31.7%）在生產電力的能源中有甚高佔比，該國與能源相關的人均二氧化碳排放量比歐盟平均低28%，與法國大致相當。 瑞士選民於2017年5月21日接受新制定的"2050年能源戰略"的能源法案。此能源戰略的目標是減少能源消耗、提高能源效率並推廣再生能源（例如水力、太陽能、風能、地熱能以及生物質燃料）。2006年通過的《能源法》禁止在瑞士建造新的核能發電廠。

#### 英國

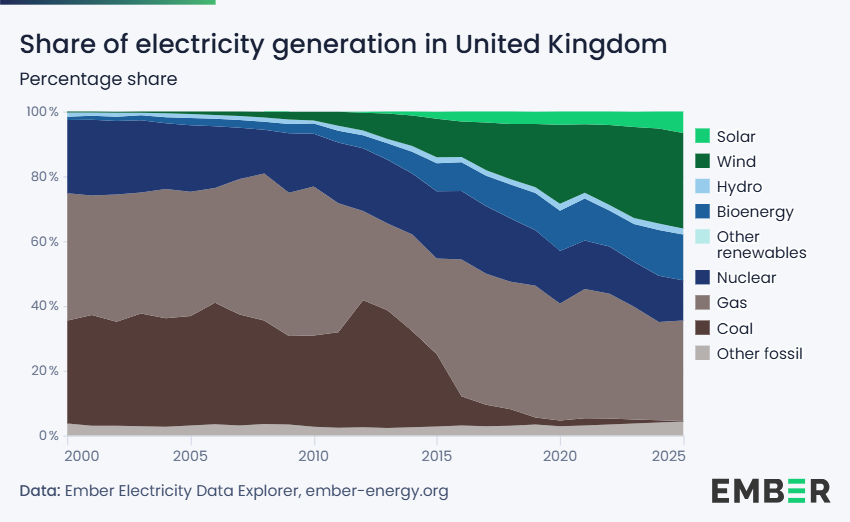
英國發電所用的不同能源（百分比）。

英國根據法律規定，其溫室氣體排放到2050年將減少到淨零的程度。為實現此一目標，國家能源政策主要關注該國的離岸風電和提供新型先進的核能發電。再生能源發電（尤其是生物質發電，參見英國再生能源）的增加，加上英國核能發電發電量增至總發電量的20%，英國的低碳電力於2019年已超過化石燃料發電。
為實現淨零排放目標，英國的電網也須強化。英國用於工業生產和住宅供熱的天然氣和用於運輸的石油也必須由電力或其他形式的低碳能源取代，例如可持續生物能源作物或是綠氫。
雖然該國主要政黨都認同能源轉型的必要性，但人們在2020年爭論應將多少用於擺脫 COVID-19疫情引發的經濟衰退的資金用於能源轉型，以及轉型能創造多少就業機會（例如提高英國房屋能源效率的改善工作）。有些人認為由於後疫情時代的政府已經累積龐大債務，轉型資金將會不足。英國脫歐可能會嚴重影響能源轉型，但截至2020年的形勢尚不明朗。英國政府敦促企業贊助2021年聯合國氣候變化大會，其中包括能源公司，但前提是這類公司須制定有可靠的短期能源轉型計畫。

### 資料來源
- . Lazard. 2023  [2024-07-05]. （原始内容存档于2023-03-19）.
- . IRENA2022. 2022-04-11  [2022-05-29].
- United Nations Environment Programme.  (PDF). United Nations Environment Programme. 2019. ISBN 978-92-807-3766-0. （原始内容存档 (PDF)于2021-05-07）.